# Дорожники
Дорожники — деревня в Ступинском районе Московской области в составе городского поселения Жилёво (до 2006 года — входила в Новоселковский сельский округ). На 2016 год в Дорожниках 1 улица — Каширское шоссе. До 2002 года селенние называлось «деревня дорожно-ремонтного пункта-2».

## Население
| 2002 | 2006 | 2010 |
| ---- | ---- | ---- |
| 25   | ↗26  | ↘24  |

Дорожники расположены на севере центральной части района, у западной стороны Старого Каширского шоссе, высота центра деревни над уровнем моря — 171 м. Ближайшие населённые пункты: Старокурово — примерно в 2 км севернее и Шугарово — около 1,5 км на восток.